# 1,4-ciclohexanodiamina
La 1,4-ciclohexanodiamina, ciclohexano-1,4-diamina o 1,4-ciclohexilendiamina es una diamina de fórmula molecular C6H14N2.
En la estructura de este compuesto, derivada de la del ciclohexano, dos grupos amino (-NH2) están unidos a carbonos opuestos del cicloalcano. Dependiendo de la posición relativa de ambos grupos amino, la 1,4-ciclohexanodiamina se presenta en dos isómeros geométricos diferenciados, la cis-1,4-ciclohexanodiamina y la trans-1,4,-ciclohexanodiamina.

## Propiedades físicas y químicas
La 1,4-ciclohexanodiamina tiene propiedades físico-químicas muy parecidas en sus dos isómeros cis y trans.
Su apariencia es la de un sólido blanquecino cuyo punto de fusión es 67-72 °C y su punto de ebullición 197 °C.
Su densidad, 0,97 g/cm³, es inferior a la del agua.
Es un compuesto soluble en agua en una proporción aproximada de 1 × 103 g/L.
El logaritmo de su coeficiente de reparto (logP = -0,26), indica que su solubilidad es mayor en disolventes hidrófilos que en disolventes hidrófobos.

## Síntesis y usos
La 1,4-ciclohexanodiamina se puede sintetizar a través de la aminación del 1,4-ciclohexanodiol; se ha estudiado la utilización de amoníaco supercrítico a 125 bar de presión, empleando como catalizador cobalto estabilizado con un 5% de hierro.
Otra ruta de síntesis parte de etanol y 1,4-ciclohexanodiona dioxima. A su vez, esta diamina es precursora de compuestos como tert-butil(4-aminociclohexil)carbamato y trans-1,4-ciclohexilenodiisocianato, este último utilizado en la producción de polliimidas.
En cuanto a las aplicaciones de la 1,4-ciclohexanodiamina, este compuesto se emplea como intermediario en síntesis orgánicas y como agente de curado de resinas epoxi.
Se ha investigado el papel de la 1,4-ciclohexanodiamina —así como el de su isómero la 1,2-ciclohexanodiamina— como productos con gran capacidad para prevenir la inactivación térmica de proteínas. También se ha estudiado la estructura y propiedades antitumorales —para tratar la leucemia— de una nueva clase de quelatos de platino(II) que incorporan la cis-1,4-ciclohexanodiamina en una conformación con forma de barco hasta ahora desconocida.

## Precauciones
La 1,4-ciclohexanodiamina es una sustancia combustible cuyo punto de inflamabilidad es de 71 °C. Su temperatura de autoignición es de 360 °C y, al arder, puede generar óxidos de nitrógeno tóxicos.
En contacto con la piel o los ojos, puede ocasionar severas quemaduras.